# Egipcio reformado

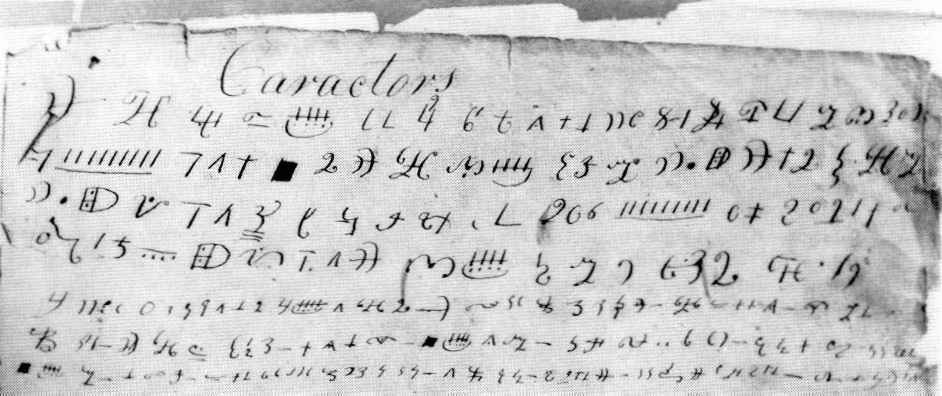
Fotografía del documento «Caractors», el cual estaría supuestamente escrito en egipcio reformado

El egipcio reformado es, según el Movimiento de los Santos de los Últimos Días, la lengua en la que estarían escritas las planchas de oro de las cuales se habría traducido el Libro de Mormón. Según el propio Libro de Mormón, el egipcio reformado consiste en caracteres egipcios reformados escritos en placas de metal o mineral por profetas que vivían en el hemisferio occidental desde el siglo VI a. C. hasta el siglo V d. C. Joseph Smith publicó el Libro de Mormón en 1830, diciendo que se trataba de una traducción de estas planchas de oro.
Los trabajos de referencia académicos sobre idiomas no reconocen la existencia de una lengua «egipcia reformada» o una escritura «egipcia reformada» como se ha descrito en la creencia de los Santos de los Últimos Días. No se ha descubierto ninguna evidencia arqueológica, lingüística, ni de ningún otro tipo, sobre la existencia y uso de la escritura egipcia en la antigua América.

## Egipcio reformado y el Libro de Mormón
El Libro de Mormón usa el término «egipcio reformado» en un solo versículo, Mormón 9:32, que dice que «los personajes que se llaman entre nosotros el egipcio reformado, [fueron] transmitidos y alterados por nosotros, de acuerdo con nuestra manera de discurso» y que «ninguna otra persona conoce nuestro idioma». El libro también dice que su primer autor, Nefi, usó el «aprendizaje de los judíos y el idioma de los egipcios» para escribir su registro que constituye los dos primeros libros del Libro de Mormón. El resumen que dice el Libro de Mormón fue preparado por Mormón y Moroni casi mil años después, aproximadamente en el año 380 d. C., y que contenía la mayor parte del saldo del libro, fue escrito en «egipcio reformado» porque ocupaba menos espacio que el hebreo, que también habría sido alterado después de que la gente salió de Jerusalén.
Los eruditos mormones señalan que otros alfabetos fueron desarrollados para escribir egipcio a través de los siglos y han planteado la hipótesis de que el término «egipcio reformado» se refiere a una forma de escritura egipcia similar a otras escrituras egipcias modificadas como el hierático, una forma manuscrita de jeroglíficos de miles de años de antigüedad, o el demótico, un derivado simplificado de hierático, que se utilizó en el norte de Egipto en el primer milenio antes de Cristo, cincuenta años antes de que el Libro de Mormón declarara que el profeta-patriarca Lehi dejó Jerusalén para ir a América. Una forma de hierático egipcio, llamado hierático palestino, se utilizó en Palestina durante el período de tiempo de la presunta partida de Lehi.
Aunque las cuentas del proceso difieren, se dice que Smith tradujo los caracteres egipcios reformados grabados en planchas de oro al inglés a través de diversos medios, incluido el uso de una piedra vidente, el Urim y Tumim, o ambos. Smith dijo que cuando terminó la traducción, le devolvió las planchas al ángel Moroni y, por lo tanto, no están disponibles para su estudio.

## Transcripción Anthon
La Transcripción Anthon es un trozo de papel en el que se dice que Joseph Smith transcribió caracteres egipcios reformados de las planchas de oro, el registro antiguo del que Smith afirmó haber traducido el Libro de Mormón. Anteriormente se creía que un manuscrito conocido como el documento «Caractors» era esta transcripción. Sin embargo, el análisis de la escritura a mano ha sugerido que este documento podría haber sido escrito por John Whitmer, uno de los Ocho Testigos. Según esta sugerencia, dado que la Transcripción real de Anthon fue llevada a Nueva York en el invierno de 1828 y John Whitmer no estuvo afiliado a la Iglesia hasta junio de 1829, el documento "Caractors" no podría ser la Transcripción Anthon.
Smith dijo que cuando esta muestra fue presentada por su entonces escriba, Martin Harris, al profesor de la Universidad de Columbia y destacado erudito clásico, Charles Anthon, éste había atestiguado la autenticidad de los personajes por escrito, pero luego había roto su certificación después de escuchar que las planchas habían sido reveladas por un ángel. Anthon escribió, por el contrario, que había creído desde el principio que Harris era víctima de fraude.
En 1844, la Iglesia de Jesucristo publicó un folleto sobre el Libro de Mormón llamado The Stick of Joseph (El palo de Joseph), en donde se habrían impreso algunos caracteres del «egipcio reformado» que se asemejan a los del documento «Caractors».

## Consenso académico respecto al egipcio reformado
Los trabajos de referencia de lenguajes estándar no contienen ninguna referencia al «egipcio reformado». Ningún erudito no mormón reconoce la existencia de una lengua «egipcia reformada» o una escritura «egipcia reformada» como se ha descrito en la creencia de los Santos de los Últimos Días. Por ejemplo, en 1966, John A. Wilson, profesor de Egiptología en la Universidad de Chicago, escribió: «De vez en cuando hay denuncias de que se han encontrado escritos en Estados Unidos... En ningún caso se ha encontrado un egiptólogo profesional capaz de reconocer estos caracteres como jeroglíficos egipcios. Desde nuestro punto de vista no existe un lenguaje como "egipcio reformado".» El antropólogo Michael D. Coe de la Universidad de Yale, un experto en las culturas mesoamericanas, ha escrito: «De todos los pueblos del Nuevo Mundo precolombino, solo los antiguos mayas tenían un sistema de escritura completo.» Quince ejemplos de distintos sistemas de escritura han sido identificados en la Mesoamérica precolombina, muchos de una sola inscripción.

## Estudios mormones sobre el egipcio reformado
Los estudios mormones del egipcio reformado se limitan necesariamente a cualquier evidencia lingüística que pueda obtenerse del texto del Libro de Mormón más el documento existente de siete líneas «Caractors» que pueden ser o no los símbolos que se dice fueron copiadas de las planchas de oro. Aunque algunos mormones han intentado descifrar el documento «Caractors», según el egiptólogo John Gee de la Universidad Brigham Young, «el corpus no es lo suficientemente grande como para hacer factible el desciframiento.»
Terryl Givens ha sugerido que los caracteres son ejemplos tempranos de símbolos egipcios que se usan «para transcribir palabras hebreas y viceversa», que el demótico es un «egipcio reformado», y que la mezcla de un idioma semítico con caracteres egipcios modificados se demuestra en las inscripciones de la antigua Siria y Palestina. Otros apologistas mormones han sugerido que los caracteres se parecen a los de taquigrafía para varios idiomas incluyendo el hebreo, demótico (egipcio), hierático (egipcio), copto (egipcio), escritura maya/olmeca, y el cifrado irlandés ogham. Hugh Nibley argumentó que un "texto revelado en inglés" es preferible a tratar de entender el idioma original.
El erudito santo de los últimos días David Bokovoy afirma que debido a que la palabra «reformado» en el texto del Libro de Mormón no está en mayúscula, no debe verse como parte del título del idioma, sino como un adjetivo que describe el tipo de egipcio que usó Nefi. «Según esta definición» argumenta Bokovoy, «los arqueólogos han descubierto importantes ejemplos de egipcios reformados, incluidos hieráticos y demóticos.» Además, hace referencia a un verso en el que Moroni afirma que la escritura inicial había cambiado a lo largo de los años:

Y ahora, he aquí, hemos escrito este registro de acuerdo con nuestro conocimiento, en los caracteres que se llaman entre nosotros el egipcio reformado, transmitidos y alterados por nosotros, de acuerdo con nuestra forma de hablar... Pero el Señor sabe las cosas que hemos escrito, y también que ninguna otra persona conoce nuestro idioma; y como ninguna otra persona conoce nuestro idioma, por lo tanto, él ha preparado los medios para su interpretación.